# Cronologia dei transatlantici più grandi del mondo
Questa è la cronologia dei transatlantici più grandi del mondo, ordinati secondo l'anno in cui hanno infranto il record mondiale.

## Cronologia
Per quanto riguarda la grandezza dei transatlantici abbiamo tenuto conto della stazza lorda e la capacità di carico.
| Immagine | Periodo detenzione record           | Transatlantico      | Stazza lorda (tonnellate) | Capacità di carico (persone) | Note |
| -------- | ----------------------------------- | ------------------- | ------------------------- | ---------------------------- | --- |
|          | dal 25 settembre 2003               | RMS Queen Mary 2    | 148528                    | 3873                         | Unico transatlantico ancora in servizio ad oggi                                                                                 |
|          | 1972 - 25 settembre 2003            | RMS Queen Mary      | 81237                     | 3240                         | Varata nel 1934, riuscì a detenere il record solo a partire dal 1972 in seguito alla demolizione di Normandie e Queen Elizabeth |
|          | 27 settembre 1938 - 1972            | RMS Queen Elizabeth | 85000                     | 3483                         | Incendiata e incagliata a Hong Kong nel 1972 e successivamente demolita tra il 1974 e il 1975                                   |
|          | 29 ottobre 1932 - 27 settembre 1938 | SS Normandie        | 79280 (poi 83423)         | 3317                         | Disarmata nel 1946 per gli ingenti danni causati dallo scoppio di un incendio                                                   |
|          | 20 giugno 1914 - 29 ottobre 1932    | RMS Majestic        | 56551                     | 3384                         | Originariamente conosciuta come SS Bismarck                                                                                     |
|          | 23 maggio 1912 - 20 giugno 1914     | SS Imperator        | 50000                     | 3547                         | Dal 1919 fino alla sua demolizione (1940), la nave fu conosciuta come RMS Berengaria                                            |
|          | 15 aprile 1912 - 23 maggio 1912     | RMS Olympic         | 46359                     | 3547                         | In seguito all'affondamento del Titanic fu revisionato fino a raggiungere la stazza lorda di 46359 tonnellate                   |
|          | 31 marzo 1911 – 15 aprile 1912      | RMS Titanic         | 46328                     | 3547                         | |
|          | 20 ottobre 1910 – 31 marzo 1911     | RMS Olympic         | 46000                     | 3547                         | |
|          | 20 settembre 1906 – 20 ottobre 1910 | RMS Mauretania      | 31938                     | 2967                         | |
|          | 7 giugno 1906 - 20 settembre 1906   | RMS Lusitania       | 31550                     | 3048                         | |
|          | 1894 – ...                          | Lucania             | 13000                     |                              | |